# Sainte-Marie-de-Cuines
Sainte-Marie-de-Cuines é uma comuna francesa na região administrativa de Auvérnia-Ródano-Alpes, no departamento de Saboia. Estende-se por uma área de 14,95 km². Em 2010 a comuna tinha 839 habitantes (densidade: 56,1 hab./km²).